# Frymburk
Frymburk är en köping i Tjeckien.   Den ligger i distriktet Okres Český Krumlov och regionen Södra Böhmen, i den sydvästra delen av landet, 160 km söder om huvudstaden Prag. Frymburk ligger 735 meter över havet och antalet invånare är 1 324. Den ligger vid sjön Údolní nádrž Lipno.
Terrängen runt Frymburk är kuperad åt sydost, men åt nordväst är den platt. Runt Frymburk är det ganska glesbefolkat, med 39 invånare per kvadratkilometer. Närmaste större samhälle är Český Krumlov, 19,9 km nordost om Frymburk. I omgivningarna runt Frymburk växer i huvudsak blandskog.